# Leucania iodochra
Leucania iodochra är en fjärilsart som beskrevs av Shigero Sugi 1982. Leucania iodochra ingår i släktet Leucania och familjen nattflyn. Inga underarter finns listade i Catalogue of Life.